# Дрецељ (Олово)
Дрецељ је насељено мјесто у Федерацији Босне и Херцеговине, у општини Олово, у Босни и Херцеговини. На попису становништва 2013. у њему је живио свега 1 становник.

## Географија
Насеље се налази на надморској висини од 1.020 метара, површине 23,7 км2.

## Историја
Насељено мјесто Дрецељ је до 1992. комплетно припадало предратној општини Олово. Током рата у Босни и Херцеговини оно се нашло на линији фронта двије зараћене стране. Након овог рата, село је подјељено и већи дио села се нашао под контролом муслиманских снага, те је припала општини Олово у саставу Федерације БиХ, а други, мањи дио, је био под контролом Војске Републике Српске, па је припао општини Соколац у Републици Српској.

## Становништво
| Националност | 1971.        | 1981.        | 1991.        |
| Срби         | 315 (100,0%) | 270 (95,74%) | 257 (88,32%  |
| Муслимани    |              | 6 (2,128%)   | 21 (7,216%)  |
| Југословени  |              | 1 (0,355%)   | 3 (1,031%)   |
| Хрвати       |              | 1 (0,355%)   | 1 (0,344%)   |
| остали       |              | 4 (1,418%)   | 9 (3,093%)   |
| Укупно       | 315 (100,0%) | 282 (100,0%) | 291 (100,0%) |